# Похідний наказ
Похідний наказ (нім. Marschbefehl — документ, який використовується в арміях німецькомовних країн (Німеччина, Австрія, Швейцарія). Являє собою офіційний військовий наказ, який дає вказівку одному або декільком солдатам або підрозділу перейти на певну позицію або місце. Нерідко розсилається разом із закликом на військову службу (як так званий наказ про призов).
У Швейцарії термін «похідний наказ» означає тільки особисту повістку про призов на військову службу.

## Опис

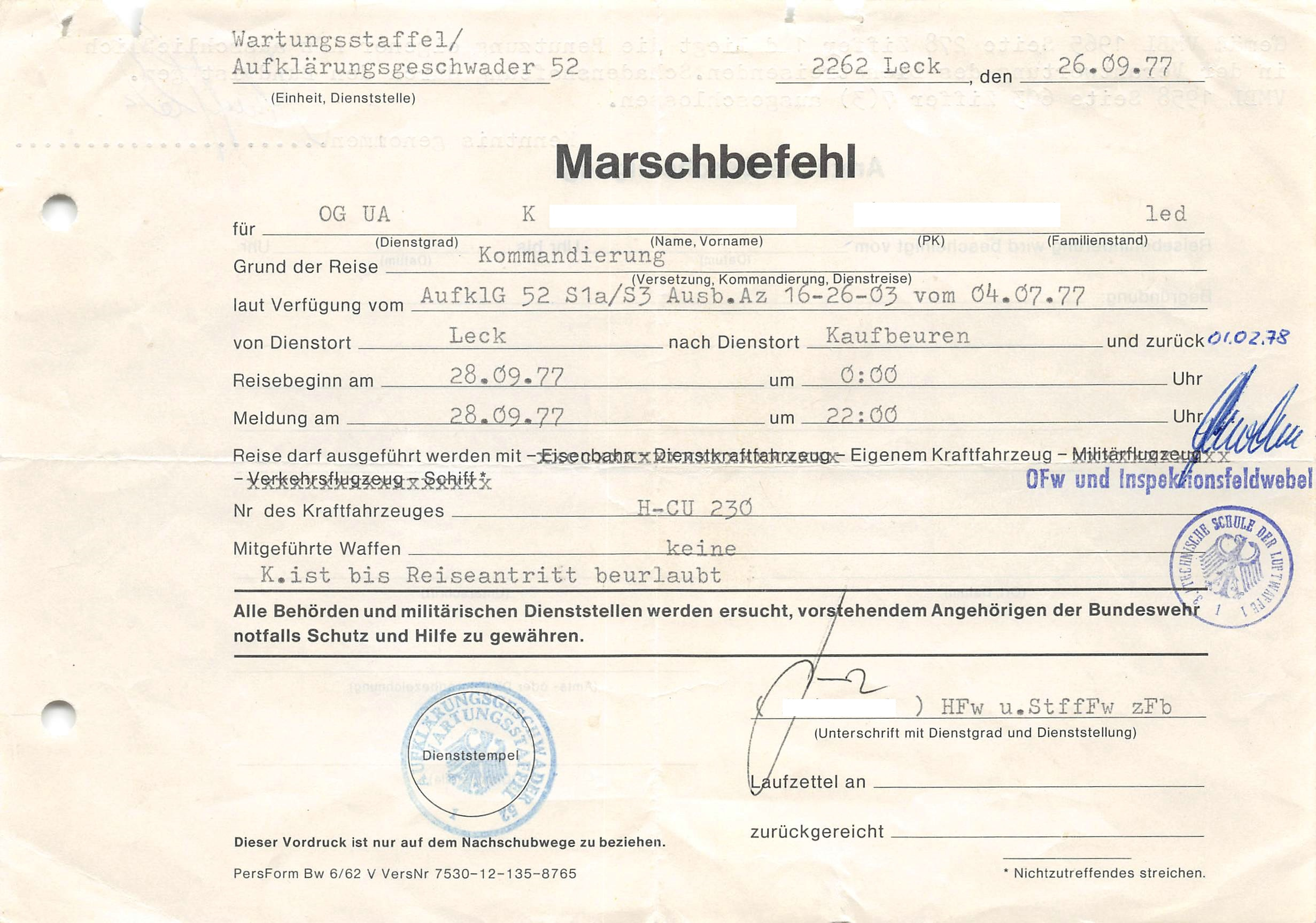
Похідний наказ бундесверу — розпорядження про відрядження з авіабази Лек в Технічну школу ВВС 1

Похідний наказ видається вищестоящими особами і частинами. Залежно від армії він містить різну інформацію, але як мінімум наступне:
- Вихідна позиція,
- Цільова позиція / пункт призначення,
- Час видачі наказу,
- Назва підрозділу / особи, якій призначений наказ,
- Ім'я командира, який віддав наказ (при необхідності з підписом).

Якщо солдат буде виявлений у воєнний час без чинного похідного наказу і без зброї на передовій, це можна інтерпретувати як дезертирство. Ближче до кінця Другої світової війни, близько 30 000 солдатів вермахту були засуджені до смертної кари військово-польовими судами з цієї причини.
У наказі на переміщення автотранспорту повинні бути вказані:
1. Місце розташування: Місце небезпеки / пошкодження і власне розташування
2. Призначення: Розподіл і підпорядкування персоналу, а також отриманий наказ
3. Виконання: Місце збору або виконання завдання (можливо, докладні відомості про марш підрозділів до місця), мета маршу, маршрут, відстань маршу, форма маршу, послідовність маршу, керівник маршу, керівники окремих груп, відстань до місця завершення маршу, відстань для транспортного засобу, час закінчення терміну дії і, у разі необхідності, заздалегідь певні технічні зупинки.

## Похідний наказ як повістка про призов
У ряді країн похідний наказ також надсилається разом з повісткою про призов (як так званий наказ про призов) для проходження військової служби .
У Німеччині похідний наказ відправляється рекомендованим поштовим відправленням з відповідального окружного військового управління, в Австрії — військовим командуванням звичайною поштою . У Німеччині та Австрії юридична практика така, що призовна повістка вступає в силу тільки в тому випадку, якщо вона була належним чином вручена.

### Особливості в Швейцарії
У Швейцарії військова служба є обов'язковою, і громадяни періодично призиваються для проходження військових зборів, тому комбінований похідний наказ-повістка має свої особливості.
У швейцарській армії існує персональний похідний наказ, тобто офіційний наказ військовослужбовцям (AdA) з'явитися для служби в армії. Він відправляється призовнику поштою за шість тижнів до початку служби. Наказ про похід видає командир частини, штабу або школи. Крім того, департаменти Федерального міністерства оборони, цивільного захисту та спорту (DDPS) уповноважені віддавати накази спецслужбам.
На додаток до відправки похідних наказів, з недавнього часу в кожному муніципалітеті вивішуються плакати із зазначенням дат призову. Кожен військовослужбовець (призовник) зобов'язаний заздалегідь дізнатися, коли йому настає час служити в армії. Для цього він повинен знати своє розподіл військ, яке записано в службовому журналі. Таким чином, відмова від отримання похідного наказу не може використовуватися військовослужбовцям як виправдання неявки до місця служби.
Завдяки розвиненій мережі громадського транспорту в Швейцарії зазвичай можна дістатися до будь-якого місця на громадському транспорті. Похідні накази дійсні на весь період служби, а загальний абонемент (GA) діє як квиток на всю мережу залізничних і поштових автобусів в Швейцарії. З 2000 року також покриваються поїздки на виїзд в особистий відпустку. Однак військовослужбовці повинні бути в формі або мати дозвіл на пересування в цивільному одязі. Для військовослужбовців від новобранців до унтер-офіцерів включно діє похожний наказ (абонемент) у 2-му класі, для старших унтер-офіцерів і для всіх офіцерів — в 1 класі. Транспортні компанії, представлені в мережі GA, отримують щорічну фіксовану компенсацію від міністерства оборони за транспортування військовослужбовців з похідними наказами.